# Al-Naft Sport Club
Maillots
Actualités
Le Al-Naft Sport Club (en arabe : نادي النفط الرياضي), plus couramment abrégé en Al Naft SC est un club irakien de football fondé en 1979 et basé à Bagdad, la capitale du pays.
Il est aussi désigné Petroleum FC en anglais.

## Palmarès
| Compétitions nationales                           |
| ------------------------------------------------- |
| - Championnat d'Irak : - Vice-champion : 2016-17. |